# Le Choix d'aimer (film)
Pour les articles homonymes, voir Le Choix d'aimer (homonymie).
Pour plus de détails, voir Fiche technique et Distribution.
Le Choix d'aimer ou Une trêve pour l'amour au Québec (Dying Young) est un film américain réalisé par Joel Schumacher et sorti en 1991.

## Synopsis
Hillary O'Neil est une jeune femme de 23 ans, très belle, ambitieuse mais sans emploi. Elle vient de se séparer de son petit ami qui l'a trompée. Cherchant un travail elle répond à une petite annonce dans un journal pour un emploi au domicile d'une personne nécessitant une petite expérience d'infirmière. Se rendant à l'adresse indiquée elle entre au domicile d'un homme d'affaires richissime cherchant une aide permanente pour son jeune fils de 28 ans atteint de leucémie depuis plus de 10 ans. Le père refuse l'emploi à la jeune femme, l'estimant sans l'expérience nécessaire et celle-ci étant sans recommandations. Mais le fils, Victor, la fait rappeler immédiatement dans la rue par son majordome alors qu'elle repart chez elle, lui révèle aussitôt sa maladie, et décide de lui offrir l'emploi sans lui dissimuler qu'elle devra nécessairement vivre des moments extrêmement éprouvants dans son rôle de soutien surtout lors des terribles effets secondaires de la chimiothérapie. Commence alors une histoire poignante où les sentiments de la jeune femme vont progresser de la compassion à un véritable profond amour partagé entre elle et le jeune homme.

## Fiche technique
- Titre français  : Le Choix d'aimer
- Titre québécois  Une trêve pour l'amour
- Titre original : Dying Young
- Réalisation : Joel Schumacher
- Scénario : Richard Friedenberg, d'après le roman de Marti Leimbach
- Image : Juan Ruiz Anchia
- Musique : James Newton Howard (saxophone par Kenny G)
- Montage : Robert Brown (de)
- Genre : mélodrame
- Durée : 111 minutes
- Date de sortie : 
  - France : 18 septembre 1991

## Distribution
- Julia Roberts (VF : Frédérique Tirmont ; VQ : Claudie Verdant) : Hilary O'Neil
- Campbell Scott (VF : Jean-Philippe Puymartin ; VQ : Daniel Picard) : Victor Geddes
- Vincent D'Onofrio (VF : Marc Alfos) : Gordon
- Colleen Dewhurst : Estelle Whittier
- David Selby (VQ : Yvon Thiboutot) : Richard Geddes
- Ellen Burstyn : Mme O'Neil
- Dion Anderson : Cappy
- George Martin : Malachï
- A.J. Johnson : Shauna
- Daniel Beer : Danny
- Behrooz Afrakhan : Moamar
- Michael Halton : l'ami de Gordon
- Larry Nash : l'assistant
- Alex Trebek : le présentateur de Jeopardy!

Sources et légende : Version française (VF) sur AlloDoublage Version québécoise (VQ) sur Doublage Québec

## Production
Le rôle de Victor Geddes a été refusé par de nombreux acteurs comme Andy García, Mel Gibson, James Spader et Daniel Day-Lewis.
Le tournage a lieu en Californie : à Mendocino, Woodside, San Francisco et dans les Fox Studios à Los Angeles.

## Accueil
Avant la sortie du film en 1991, la version américaine du magazine Première prédit que le film sera le succès de l'été. Après des critiques globalement négatives, le film n'enregistre « que » 33 669 178 $. Malgré plus de 82 millions de dollars de recettes dans le monde, il ne rencontrera pas le succès attendu malgré la présence de Julia Roberts. En France, le film enregistre que 477 601 entrées.
Quelques années après la sortie du film, Joel Schumacher admettra qu'il était sûrement le mauvais choix de réalisateur pour ce genre de film. Il avouera avoir accepté le projet principalement comme une faveur envers Julia Roberts, qui avait accepté de tourner dans son précédent film, L'Expérience interdite (1990).

## Distinctions
Lors des MTV Movie & TV Awards 1992, le film décroche trois nominations : meilleure actrice pour Julia Roberts, meilleure révélation pour Campbell Scott et actrice la plus désirable Julia Roberts.